# Abrus bottae
Abrus bottae là một loài thực vật có hoa trong họ Đậu. Loài này được Deflers miêu tả khoa học đầu tiên.